# Joan Talarn i Gilabert
Joan Talarn i Gilabert   (Bellvís, 4 de novembre de 1968) és un filòleg i polític català. Des de 2019 és el president de la Diputació de Lleida.
Va ser alcalde de Bellvís i els Arcs del 2015 fins al 2023. És diputat provincial des del 2015 en representació del partit polític Esquerra Republicana de Catalunya, i president de la Diputació de Lleida des de les eleccions municipals del 2019, convertint-se així en el vintè president del període democràtic d'aquesta institució supramunicipal, càrrec que va renovar el 2023. A l'àmbit polític, social i institucional, és membre d'Esquerra Republicana de Catalunya (2003), d'Òmnium Cultural i l'Assemblea Nacional Catalana.